# 雙能衛
雙能衛（英語：Combo guard） 是指於籃球比賽中，能因應球隊的比賽狀況或戰術的需要而擔任控球後衛或得分後衛，甚至同時肩負得分及控球任務的球員。著名的球員有：艾倫·艾佛森、德韦恩·韦德、詹姆士·哈登
一般來說，控球後衛與得分後衛的分工比較明確：控球後衛負責組織球隊的攻勢，得分後衛則以取分為目標。兩種後衛的工作性質不同，因此球員須具備的條件也有差別，控球後衛一般要有傳球的意欲（願意傳球）、意識（「傳球第一，得分第二」）與技巧（廣闊的球場視野）；得分後衛則必須要有強烈的得分欲望及各種進攻手段，其中尤以中、遠距離為重。由於條件不同，通常球員都只能負責其中一個位置。
然而，雙能衛的興起打破這個局面，並且有愈來愈多的後衛同時肩負這個角色。通常有兩種原因導致球員「必須」擔任此角色：其一是身高偏矮的球員，於大學時期可能司職得分後衛，但加入職業聯盟後卻只能以控球後衛的角色出任先發；其二是得分後衛本身具有控球的條件，而其身高讓他得以遊走於兩個位置。由於雙能衛同時具有控球和得分的功能，因此在進攻時既可自行創造得分機會，又可以利用切入分球助隊友得分，防守方往往倍感吃力。不過，亦由於「助攻」與「得分」於理論上有所矛盾，球員一旦拿捏不準，往往就從「雙能衛」變成「雙不能衛」，過往的失敗例子亦不勝枚舉。